# Telureto de prata
Telureto de prata (Ag2Te) é um composto químico, um sal telureto do metal prata, também conhecido como telureto de diprata ou telureto de prata (I). Forma um cristal monoclínico. Em sentido amplo, telureto de prata pode ser usado para denotar AgTe (telureto de prata (II), um composto metastável) ou Ag5Te3.